# استورجن نوبلزتاون (پنسیلوانیا)
استورجن نوبلزتاون (به انگلیسی: Sturgeon-Noblestown) یک منطقهٔ مسکونی در ایالات متحده آمریکا است که در شهرستان الگینی، پنسیلوانیا واقع شده‌است. استورجن نوبلزتاون ۱٬۷۶۴ نفر جمعیت دارد.